# Eumonhystera multisetosa
Eumonhystera multisetosa is een rondwormensoort uit de familie van de Monhysteridae. De wetenschappelijke naam van de soort is voor het eerst geldig gepubliceerd in 1955 door Meyl.